# Neolythria venulata
Neolythria venulata är en fjärilsart som beskrevs av Eugen Wehrli 1938. Neolythria venulata ingår i släktet Neolythria och familjen mätare. Inga underarter finns listade i Catalogue of Life.